# Barbara Bodichon
Barbara Leigh Smith Bodichon (Whatlington, 8 aprile 1827 – Robertsbridge, 11 giugno 1891) è stata un'educatrice e artista britannica, nonché una delle principali femministe e attiviste per i diritti delle donne nella metà del XIX secolo.
Co-fondò l'English Woman's Journal nel 1858.

## Biografia
Barbara Bodichon era la figlia extraconiugale di Anne Longden, una modista di Alfreton, e del politico Whig Benjamin (Ben) Leigh Smith (1783–1860), l'unico figlio dell'abolizionista radicale William Smith. Benjamin aveva quattro sorelle, una delle quali, Frances (Fanny) Smith, sposò William Nightingale e fu madre di Florence, infermiera e statistica.
Sebbene fosse un membro della nobiltà terriera, Smith aveva opinioni radicali. Era un dissidente, un unitario, un sostenitore del libero scambio e un benefattore dei poveri. Nel 1826 sostenne il costo della costruzione di una scuola per i poveri del centro città a Vincent Square, Westminster, e pagò un centesimo alla settimana per le rette per ogni bambino, lo stesso importo pagato dai genitori.

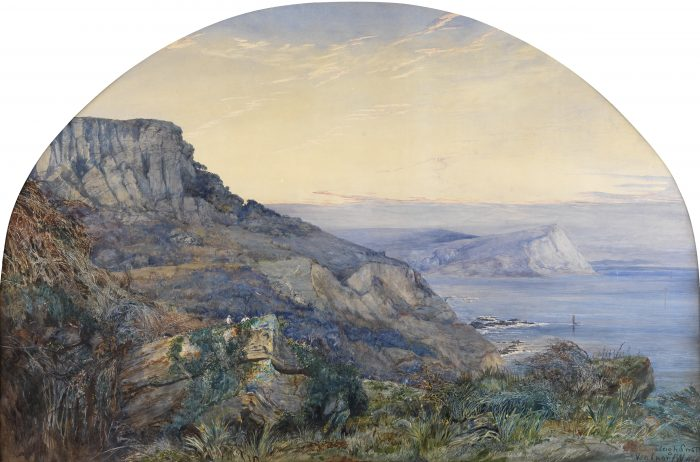
Ventnor, dipinto da Barbara Bodichon

Sin dall'inizio Barbara mostrò una forza di carattere e ampiezza di simpatie che le avrebbero fatto guadagnare un posto di rilievo tra i filantropi e gli assistenti sociali. Godette di un reddito indipendente che le permise una libertà poco convenzionale per molte donne.
Studiò al Ladies College di Bedford Square fondato a Londra nel 1849, e nel 1852 fondò la Portman Hall School a Paddington in collaborazione con la sua prima dirigente scolastica Elizabeth Whitehead.
Bodichon e un gruppo di amiche londinesi iniziarono a incontrarsi regolarmente negli anni 1850 per discutere dei diritti delle donne, diventando note come Le signore di Langham Place. Perseguirono con vigore molte cause, inclusa la commissione per la proprietà delle donne sposate. Nel 1854 pubblicò Brief Summary of the Laws of England concerning Women utile per promuovere il passaggio del Married Women's Property Act del 1882. Durante questo periodo Bodichon strinse amicizia con l'artista Anna Mary Howitt.
La prima relazione di Bodichon fu con John Chapman, editore della Westminster Review, ma si rifiutò di sposarlo e di perdere i suoi diritti legali. Nel 1857 sposò un eminente medico francese, il dottor Eugène Bodichon, incidentalmente nell'anno in cui il Matrimonial Causes Act del 1857, per il quale Bodichon aveva condotto una campagna, consentì alle donne l'accesso ai tribunali per il divorzio. Anche se visse per molti anni ad Algeri, Bodichon continuò a guidare i movimenti che aveva avviato per conto delle donne britanniche. Fu in Algeria che Bodichon conobbe Emily Mary Osborn, già amica di Emily Davies, e che realizzò per lei due ritratti, uno che andò perduto in un incendio ma l'altro è tuttora ammirabile presso il Girton College.
Nel 1858 fondò l'English Women's Journal, un organo per discutere questioni relative all'occupazione e all'uguaglianza femminile, in particolare l'occupazione industriale manuale o intellettuale, l'espansione delle opportunità di lavoro e la riforma delle leggi relative ai sessi.
Nel 1866, in collaborazione con Emily Davies, Bodichon ideò un piano per estendere l'istruzione universitaria alle donne. Dedicò generosamente tempo e denaro nel fondare il Girton College di Cambridge.
Bodichon era un'unitaria e scrisse a proposito di Theodore Parker: Ha pregato il Creatore, la Madre infinita di tutti noi (usando sempre la Madre invece del Padre in questa preghiera). Era la preghiera di tutto ciò che non avevo mai sentito nella mia vita, la più vera per la mia anima individuale.
Il 21 novembre 1865, con l'aiuto di Jessie Boucherett e Helen Taylor, propose l'idea di una riforma parlamentare finalizzata al raggiungimento del diritto di voto per le donne.
Inoltre studiò pittura con William Holman Hunt. I suoi acquerelli, esposti al Salon, alla Royal Academy e altrove, mostrarono la sua originalità e il suo talento, e furono encomiati da Jean-Baptiste Camille Corot e Charles-François Daubigny. Il salotto londinese di Bodichon comprendeva molte delle celebrità letterarie e artistiche dei suoi tempi. Fu una dei primi membri della Society of Female Artists (SFA) ed espose 59 opere d'arte con loro tra il 1858 e il 1886. Fu l'amica più intima di George Eliot e la prima a riconoscerne la paternità di Adam Bede. Si dice che il suo aspetto personale sia descritto in quello dell' "alta eroina dai capelli rossi della Romola di Eliot con la sua espressione di orgogliosa tenacia e latente impetuosità".
Bodichon morì a Robertsbridge, nel Sussex, nel 1891.